# DD7
디디세븐(DD7)은 2023년 오왼(Owen)의 'Last Night' 곡의 피쳐링 참여를 통해 데뷔를 알린 이후 한국 힙합과 랩 씬에서 두각을 나타내고 있는 다재다능한 아티스트이다. 감성적이고 깊이 있는 가사와 혁신적인 사운드로 잘 알려져 있으며 또한 작사가, 작곡가, 프로듀서로 활동하고 있다. 음악 편곡과 엔지니어링 등 다양한 음악적 역할을 소화하며 음악적 재능을 발휘하고 있다.
이후 그는 2024년 5월 첫 공식 데뷔 싱글 'PARAN' 을 발매하며 본격적인 음악 활동의 시작을 알렸다.
디디세븐 (DD7)의 음악은 힙합 리듬과 여러 장르의 믹스, 유려한 멜로디 감성적인 가사가 조화롭게 어우러진 것이 특징이다. 그의 음악은 사랑, 정체성, 개인적 성장과 삶 그리고 성찰 등의 주제를 탐구하며, 빈티지한 요소와 현대적인 사운드를 결합하여 독창적인 음악을 만들어낸다. 그의 노래는 청취자들에게 감정적인 깊이와 공감을 불러일으키며, 그는 독보적인 아티스트로 자리매김하고 있다.
디디세븐 (DD7) 은 K-Hip-Hop과 K-Rap K-Pop의 경계를 계속 확장하며 더 많은 음악 발표와 협업을 계획하고 있다.
그의 예술적 진화와 음악에 대한 열정은 팬들과 새로운 청취자들에게 기대감을 불러일으키고 있다.

## 음반 목록
- 2023년 1월 오왼 (OWEN) 'LAST NIGHT'(feat.DD7) 참여
- 2024년 5월 싱글 'PARAN'